# Sven Mijnans
Sven Mijnans (Spijkenisse, 9 maart 2000) is een Nederlands voetballer die als middenvelder speelt. In januari 2023 verkaste hij van Sparta Rotterdam naar AZ.

## Clubcarrière
Mijnans speelde in de jeugd van VV Spijkenisse en liep stage bij Sparta Rotterdam en Feyenoord. Op zijn zestiende ging hij in de jeugd van ADO Den Haag spelen, maar een jaar later keerde hij terug bij VV Spijkenisse, waarvoor hij als zeventienjarige in de basis speelde in de Derde divisie.

### Sparta Rotterdam
In 2018 maakt Mijnans de overstap van VV Spijkenisse naar Sparta Rotterdam. Op 3 november 2018 debuteerde hij voor Jong Sparta in de Tweede divisie in de met 3–0 gewonnen thuiswedstrijd tegen Jong Almere City. In de tweede seizoenshelft was hij basisspeler voor het tweede elftal. Aan het eind van het seizoen zat hij in de wedstrijdselecties van het eerste elftal voor de play-offs om promotie, die door Sparta Rotterdam gewonnen werden. Op 14 september 2019 zat Mijnans voor het eerst in de wedstrijdselectie voor een Eredivisiewedstrijd, tegen AZ. In september 2020 werd Mijnans contract bij Sparta verlengd tot medio 2022, met een optie voor een extra seizoen.
Op 19 september 2020 debuteerde Mijnans in het eerste elftal van Sparta Rotterdam in de met 0–2 verloren uitwedstrijd tegen SBV Vitesse. Hij kwam in de 89ste minuut in het veld voor Adil Auassar. Vijftien dagen later maakte hij zijn eerste doelpunt in de Eredivisie. Sparta stond 0–4 achter toen Mijnans in de rust Bryan Smeets verving, maar in de negentigste minuut maakte Mijnans de 4–4. Hij startte in de bekerwedstrijd tegen ADO Den Haag op 28 oktober 2020 voor het eerst in de basiself. In oktober 2021 werd zijn contract verlengd tot medio 2024. Mijnans scoorde 18 december 2021 voor het eerst twee keer in één professionele wedstrijd, waarmee hij Sparta aan een 2–2 gelijkspel tegen Vitesse hielp. De club eindigde het seizoen met één boven de degradatiestreep.

### AZ
Op 31 januari 2023 maakte Mijnans de overstap naar AZ, waar hij een 5,5-jarig contract ondertekende. AZ betaalde € 2.500.000 aan Sparta Rotterdam. Mijnans speelde op 4 februari 2023 in de uitwedstrijd tegen FC Volendam zijn eerste wedstrijd voor AZ, waar hij in de 63e minuut inviel voor Myron van Brederode. Op 10 februari 2023 maakte Mijnans zijn basisdebuut in de met 5-0 gewonnen thuiswedstrijd tegen Excelsior en wist hij tweemaal te scoren.

## Carrièrestatistieken
| Seizoen                     | Club                  | Land               | Competitie      | Competitie | Competitie | Beker | Beker | Internationaal | Internationaal | Overig | Overig | Totaal | Totaal |
| Seizoen                     | Club                  | Land               | Competitie      | Wed.       | Dlp.       | Wed.  | Dlp.  | Wed.           | Dlp.           | Wed.   | Dlp.   | Wed.   | Dlp.   |
| --------------------------- | --------------------- | ------------------ | --------------- | ---------- | ---------- | ----- | ----- | -------------- | -------------- | ------ | ------ | ------ | ------ |
| 2018/19                     | Jong Sparta Rotterdam | Vlag van Nederland | Tweede divisie  | 17         | 2          | —     | —     | —              | —              | —      | —      | 17     | 2      |
| 2019/20                     | Jong Sparta Rotterdam | Vlag van Nederland | Tweede divisie  | 24         | 3          | —     | —     | —              | —              | —      | —      | 24     | 3      |
| 2020/21                     | Jong Sparta Rotterdam | Vlag van Nederland | Tweede divisie  | 3          | 3          | —     | —     | —              | —              | —      | —      | 3      | 3      |
| Club totaal                 | Club totaal           | Club totaal        | Club totaal     | 44         | 8          | 0     | 0     | 0              | 0              | 0      | 0      | 44     | 8      |
| 2020/21                     | Sparta Rotterdam      | Vlag van Nederland | Eredivisie      | 31         | 2          | 1     | 0     | —              | —              | 1      | 0      | 33     | 2      |
| 2021/22                     | Sparta Rotterdam      | Vlag van Nederland | Eredivisie      | 30         | 3          | 2     | 0     | —              | —              | —      | —      | 32     | 3      |
| 2022/23                     | Sparta Rotterdam      | Vlag van Nederland | Eredivisie      | 19         | 3          | 2     | 0     | —              | —              | 0      | 0      | 21     | 3      |
| Club totaal                 | Club totaal           | Club totaal        | Club totaal     | 80         | 8          | 5     | 0     | 0              | 0              | 1      | 0      | 86     | 8      |
| 2022/23                     | AZ                    | Vlag van Nederland | Eredivisie      | 15         | 4          | 1     | 0     | 6              | 0              | —      | —      | 22     | 4      |
| 2023/24                     | AZ                    | Vlag van Nederland | Eredivisie      | 21         | 3          | 1     | 0     | 8              | 2              | 0      | 0      | 30     | 3      |
| Club totaal                 | Club totaal           | Club totaal        | Club totaal     | 36         | 7          | 2     | 0     | 14             | 2              | 0      | 0      | 52     | 7      |
| Carrière totaal             | Carrière totaal       | Carrière totaal    | Carrière totaal | 160        | 23         | 7     | 0     | 14             | 2              | 1      | 0      | 182    | 25     |
| Bijgewerkt op 10 maart 2024 |                       |                    |                 |            |            |       |       |                |                |        |        |        |        |

## Interlandcarrière
In oktober 2021 werd Mijnans door Erwin van de Looi voor het eerst opgenomen in de voorselectie van Jong Oranje. In mei 2021 werd hij voor het eerst opgenomen in de definitieve selectie van dat elftal. Hij debuteerde voor het elftal op 7 juni 2022, in de EK-kwalificatiewedstrijd tegen Gibraltar (6–0 winst).